# Ивашко, Людмила Александровна
Людмила Александровна Ивашко (2 ноября 1928 — 15 сентября 2019) — советский и российский филолог.

## Биография
Окончила филологический факультет (отделение русского языка и литературы) Ленинградского государственного университета (1947—1952). В 1956 году защитила кандидатскую диссертацию, написанную под руководством профессора Б. А. Ларина. В апреле 1994 года защитила докторскую диссертацию.
В 1955—1963 годах — ассистент кафедры русского языка. В 1963—1995 годах — доцент кафедры русского языка. С 1995 года — профессор кафедры русского языка.
Читала лекции и вела практические занятия по курсам современного русского языка и русской диалектологии. Подготовила 12 кандидатов наук.
Участвовала в диалектологических экспедициях в Псковской, Архангельской, Вологодской, Костромской областях, Коми АССР.
Научная работа связана с проблемами лексикологии, фразеологии и лексикографии. Принимала участие в работе над научными темами Межкафедрального словарного кабинета им. Б. А. Ларина — «Словарь автобиографической трилогии М. Горького», «Псковский областной словарь с историческими данными», «Словарь говоров Низовой Печоры» — в качестве автора-составителя и редактора.
Награждена знаком «Жителю блокадного Ленинграда», медалями «50 лет победы в Великой Отечественной войне», «В память 300-летия Санкт-Петербурга», «Санкт-Петербургский государственный университет», бронзовая медаль «Филологический факультет».

## Публикации
- Лексика печорских говоров: Автореф. канд. дис. Л.,1956. 14 с.
- Заимствованные слова в печорских говорах // Учен. зап. ЛГУ. № 243. 1958. С. 84-102.
- Фразеологические комплексы слова в картотеке Псковского областного словаря // Псковская отраслевая конференция по составлению областных словарей: Тезисы докладов. Псков, 1960. С. 20-21.
- Из наблюдений над диалектной фразеологией //Слово в народных говорах русского севера. Л., С.40-48. \
- Заметки по фразеологии (по материалам картотеки Псковского областного словаря) // Псковские говоры I. Псков, 1962. С. 238—251. \
- Ред.: Псковские говоры. I: Сб. трудов первой Псковской диалектологической конференции 1960 года Псков, 1962 (соредакторы проф. Б. А. Ларин, Б. Л. Богородский, С. М. Глускина, И. Т. Гомонов.
- О значениях слова «место» в северно-русских говорах // Из истории слов и словарей. Л., 1963. С. 47-53.
- Некоторые фразеологические параллели белорусского языка и псковских говоров // Навуковая канферэнцыя па питаниях лексiкалогii i лексiкаграфii:Тэзiсы дакладау. Минск, 1963. С. 33-34.
- Рец.: Словарь русских говоров Прибалтики // Вести. ЛГУ. Сер. 2. Вып. 4. 1964. С, 164—168 (в соавторстве с О. С. Мжельской)
- Словарные статьи а — бабьё II Псковский областной словарь с историческими данными. Вып. 1. Л., 1967. С. 42-88.
- Ред.: Псковский областной словарь с историческими данными. Вып. 1. Л., 1967. (соредакторы: Б. А. Ларин, А. С. Герд, С. М. Глускина, И. Т. Гомонов, А. И. Лебедева, О. С. Мжельская).
- Псковский областной словарь и некоторые дискуссионные вопросы региональной лексикографии//Вопросы языкознания. 1968. № 2. С.143147 (в соавторстве с О. С. Мжельской).
- Принципы составления словаря М. Горького (инструкция Объяснительного словаря автобиографической трилогии М. Горького) // Словоупотребление и стиль М. Горького. Л., 1968. С. 144—193 (в соавторстве с П. М. Алексеевым, Е. А. Белоусовой, И. Л. Городецкой, Л. С. Ковтун, Г. А. Лилич, И. С. Лутовиновой, Д. М. Поцепней, Е. Е. Талицкой, О. И. Трофимкипой, О. И. Фоняковой, И. В. Яновой).
- Расширение значения числительных при фразеологизации (па материале языка М. Горького)//Программа и тезисы научной конференции, посвященной столетию со дня рождения М. Горького. Л., 1968. С. 65-66.
- Заметки по диалектной фразеологии // Вопросы теории и истории языка. Л., 1969. С. 251 258.
- Проект словаря печорских говоров // Севернорусские говоры. Вып. 1. Л., 1970. С. 76-94. Пробные словарные статьи: Ю. Ф. Денисенко, И. С. Лутовинова, Л. В. Пчелкина, Э. В. Федорова
- Псковские говоры как источник изучения разговорной речи // Русская разговорная речь. Саратов, 1970. С. 242—294 (в соавторстве с О. С. Мжельской)
- Русская диалектология: Учебное пособие / Под ред. Н. А. Мещерского. М., 1972. 302 с. (в соавторстве с А. С. Гердом, Л. В. Капорулиной, В. В. Колесовым, А. И. Корневым, Н. А. Мещерским, Г. Я. Симиной, В. И. Трубинским, О. А. Черепановой).
- Слова общего рода в псковских говорах и их лексикографическое описание // Актуальные проблемы лексикологии и лексикографии. Пермь, 1972. С. 175 180 (в соавторстве с О. С. Мжельской).
- Об одной лексической группе в немецко-русском «Разговорнике» 1607 г. // Слово в лексико-семантической системе языка. Л., 1972. С. 45-47 (в соавторстве с О. С. Мжельской)
- Имена существительные с уменьшительно-оценочными суффиксами в псковских говорах и их лексикографическое описание // Псковские говоры. Ш. Л., 1973. С. 181 193 (в соавторстве с О. С. Мжельской).
- Лексика псковских говоров и псковских памятников письменности в исследованиях студентов ЛГУ // Псковские говоры. III. Л., 1973. С. 304 310 (в соавторстве с А. И. Лебедевой и О. С. Мжельской).
- Ред.: Псковский областной словарь с историческими данными. Вып. 2. Л., 1973 (соредакторы: Б. А. Ларин, А. С. Герд, С. М. Глускина, И. Т. Гомонов, А. И. Лебедева, О. С. Мжельская).
- Ред.: Псковские говоры. III: Сборник научных трудов. Псков, 1973 (соредакторы: Б. Л. Богородский, С. М. Глускина, И. Т. Гомонов, О. С. Мжельская).
- Словарные статьи баба — баять, бурный — бы, вдруг — великопостный, возвратить — волноваться II Словарь автобиографической трилогии М. Горького Вып. 1. Л., 1974. С. 74-87, 167—171, 192—199, 260 268.
- К вопросу об ареальном изучении фразеологии //Вести. Л1 У. Сер. 2. Вып. 4. 1975. С. 110 115 33. Названия частей тела в русско-немецком разговорнике 1607 г. //Северно-русские говоры. Вып. 2. Л., 1975. С. 110-18 (в соавторстве с О. С. Мжельской)
- Интеръязыковые и интердиалектные фразеологические связи //Вопросы фразеологии. IХ. Самарканд, 1976. С. 133—138
- Из словообразования псковских говоров // Вопросы грамматики и словообразования русских народных говоров. Петрозаводск, 1976. С. 21—29 (в соавторстве с О. С. Мжельской).
- Квантитативные ФЕ в псковских говорах // Проблемы русской фразеологии. Тула, 1976. С. 100 108
- Слова, называющие черты характера человека и особенности его психического склада в русско-немецком разговорнике Т. Фенне (1607 г.) // Русская

историческая лексикология и лексикография. Л., 1977. С. 122—132 (в соавторстве с О. С. Мжельской).
- Словарные статьи выносливость — выразиться, дерзость II Словарь автобиографической трилогии М. Горького. Вып. 2. Л., 1977. С. 42-47, 170—191.
- Фразеологические единицы, выражающие понятие «бездельничать» (на материале псковских говоров) // Вопросы стилистики. Вып. 14. Саратов, 1978. С. 100—112.
- Ни грана — ни грамма // Русская речь. 1978. № 6. С. 158—160.
- Прямое и переносное значение цветообозначений во фразеологических единицах русского и болгарского языков // Материалы третьей научной конференции болгарских аспирантов, обучающихся в СССР. Москва, июнь, 1978. София, 1978 (в соавторстве с С. Воиновой).
- Темпоральные фразеологические единицы в псковских говорах // Русская лексикология. Калинин, 1978.С.148-158.
- Словарные статьи вонелый — воронько II Псковский, областной словарь с историческими данными. Вып. 4.Л., 1979. С. 145 158.
- Из псковской фразеологии // Псковские говоры. Л.,1979. С. 103—106.
- Фразеологические единицы, отражающие умственные способности человека (на материале псковских говоров) // Проблемы русской фразеологии. Тула, 1979. С. 97-103.
- Устойчивые сочетания, связанные с обрядами, в псковских говорах // Северно-русские говоры. Вып. 3. Л., 1979. С. 118—125.
- Ред.: Псковский областной словарь с историческими данными. Вып. 4. Л., 1979 (соредакторы: Б. А. Ларин, А. С. Герд, С. М. Глускина, А. И. Корнев, А. И. Лебедева, О. С. Мжельская).
- Пространственные ФЕ в псковских говорах // Лексика и фразеология северно-русских говоров. Вологда, 1980. С. 127—131.
- К вопросу о фразеологических ареалах. // Проблемы филологических исследований. Л., 1980. С. 30 31.
- Очерки русской диалектной фразеологии. Л., 1981. 101 с.
- Об ареальном описании фразеологических вариантов // Образование и функционирование фразеологических единиц. Ростов-на-Дону, 1981. С. 83 88.
- Словарные статьи баба — бо, повозь — погинупш // Лексика и фразеология «Моления Даниила Заточника». Л., 1981. С. 15-20, 147.
- Ред.: Псковский областной словарь с историческими данными. Вып. 5. Л., 1983 (соредакторы: А. С. Герд, С. М. Глускина, А. И. Корнев, А. И. Лебедева, О. С. Мжельская).
- Словарные статьи мы — мысль, начал — наяву // Словарь автобиографической трилогии М. Горького. Вып. 4. Л., 1984. С. 240—243, 296—309.
- О деривации фразеологических единиц в русских народных говорах //Деривация и история языка. Тезисы докладов межвузовской научной конференции. Пермь, 1985. С. 119—121.
- Народная псковская фразеология как исторический источник // Археология и история Пскова и Псковской земли: Тезисы докладов. Псков, 1985. С. 32.
- Структурное и семантическое своеобразие фразеологизмов одной модели // Семантико-грамматические свойства фразеологизмов русского языка. Челябинск, 1985. С. 115—118.
- Диалектная и диалектно-просторечная лексика в романе В. Липатова «Житие Ванюшки Мурзина, или любовь в Старо-Короткине» // Литературный язык и

народная речь. Пермь, 1986. С. 97-106 (в соавторстве с М. В. Патраковым).
- Словарные статьи огорчаться — одеться, одеяло — озеро, пест — плесень // Словарь автобиографической трилогии М. Горького. Вып. 5. Л., 2 986. С. 124 137,

240—254 (в соавторстве с О. Л. Рублевой).
- Ред.: Словарь автобиографической трилогии М. Горького. Вып. 5. Л., 1986 (соредакторы: Л. С. Ковтун, Г. А. Лилич, Д. М. Поцепня, О. И. Трофимкина, Г. В. Крылова).
- Ред.: Псковский областной словарь с историческими данными. Вып. 7. Л., 1986 (соредакторы: А. С. Герд, С. М. Глускина, А. И. Корнева, А. И. Лебедева, О. С. Мжельская).
- Из опыта сопоставления русской и индонезийской фразеологии // Вести. ЛГУ. Сер. 2. Вып. 1. 1987. С. 66 70 (в соавторстве с А. Салимом).
- Отражение системности фразеологии в словаре фразеологических терминов // Фразеологизм и его лексикографическая разработка: Тезисы. Минск,

1987. С. 141—144 (в соавторстве с В .Д. Бояркиным, А. Б. Новиковым, Л. М. Рязановским, Н. В. Соколовой).
- Фразео — семантическая группа «работать, трудиться» в русских говорах //Актуальные проблемы исторической и диалектной лексикологии и лексикографии русского языка: Тезисы докладов. Вологда, 1988 С. 93-95.
- Диалектная и диалектно-просторечная лексика в романе В. Липатова «Житие Ванюшки Мурзина, или любовь в Старо-Короткине» (статья вторая) // Литературный язык и народная речь. Пермь, 1988. С. 93-) 99 (в соавторстве с М. В. Патраковым).
- Проблемы структурности фразеологического значения // Фразеологическое значение в языке и речи. Челябинск, 1988. С. 17-32 (в соавторстве с А. М. Чепасовой).
- Писательская лексикография как метод изучения художественной речи // Вести. ЛГУ. Сер. 2. Вып. 3. 1988. С. 44 54 (в соавторстве с П. А. Дмитриевым, Л. С. Ковтун, Г. В. Крыловой, Г. А. Лилич, Д. М. Поцепней, О. И. Трофимкиной).
- Лексические варианты фразеологизмов в севернорусских говорах // Северно-русские говоры. Вып. 5. Л,, 1989. С. 182—187.
- Русская диалектология: Учебное пособие / Под ред. В. В. Колесова. М., 1990. 207 с. (в соавторстве с Д. В. Капорулиной, В. В. Колесовым, В. И. Трубинским, О. А. Черепановой).
- Из псковско-белорусских фразеологических параллелей // Псковские говоры и их окружение. Псков,1991.С. 89 94.
- Словарные статьи заболевание — завесочка, залив — заломыга II Псковский областной словарь с историческими данными. Вып. 11. СПб., 1995. С. 27-68, 293—310.
- Взаимодействие литературного языка и диалектов в области фразеологии // Функционирование фразеологии в тексте в периоды кризиса идеологии и культуры: Тезисы докладов. Оломоуц, 1995. С. 29-30.
- Эстетика народной речи // Северно-русские говоры. Вып. 6. СПб., 1995. С. 64-66.
- Фразеологические единицы, отражающие благосостояние человека, в псковских говорах // Псковские говоры и их носители (лингво-географический аспект). Псков, 1995. С. 76-80.
- Ред.: Псковский областной словарь с историческими данными. Вып. 11. СПб., 1995 (соредакторы: Н. Г. Арзуманова, А. И. Лебедева, И. С. Лутовинова, О. С. Мжелъская, М. А. Тарасова).
- Ред.: Северно-русские говоры: Межвузовский сборник научных статей. Вып. 6. СПб., 1995(соредакторы: А. С. Герд, Т. Г. Доля, В. В. Колесов, В. В. Палагина, Ф. Л. Скитова, В. И. Трубинский, О. А. Черепанова)
- Международный симпозиум по славянской фразеологии // Вестн. СПбГУ. Сер.2 Вып.2. 1996 С.129-130
- ФЕ, характеризующие физическое здоровье человека в русских говорах // Русские говоры: История и современное состояние: Тезисы докладов. Новгород, 1997.
- Слово Библия и библейские выражения в народных говорах // Материалы XXVII межвузовской научно-методической конференции преподавателей и

аспирантов 16 22 марта 1998 г. Вып. 6: Лексика и фразеология. СПб., 1998. С. 49 52.
- Фразеологическая оценка физического здоровья в народной речи (статья). Aut Philologika Festschrift fur Baldur Panzen 65 — Heidelberg, 1999
- Об одной группе глаголов в печорских говорах (статья). Севернорусские говоры. Вып. 7, СПб, 1999
- Ред. В. М. Мокиенко, Т. Г. Никитина Словарь псковских пословиц и поговорок. -СПб, 2001
- Словарь русских говоров Низовой Печоры (Предисловие, редактирование, словарные статьи) т. I. СПб, 2003, т. II СПб, 205
- Псковский областной словарь с историческими данными. Вып.13 (Словарные статьи), Спб, 2003
- Псковский областной словарь с историческими данными. Вып.14 (Словарные статьи), Спб, 2004
- Псковский областной словарь с историческими данными. Вып.15 (Словарные статьи), Спб, 2004
- Псковский областной словарь с историческими данными. Вып.16 (Словарные статьи), Спб, 2004
- Лексика и фразеология колдовства в русских народных говорах// Ogrod nauk filologiczaych? Opole. 2005
- Глаголы речи в русских народных говорах // Лексический атлас русских народных говоров. Материалы и исследования. 2006. Наука, Спб, 2006
- Псковский областной словарь с историческими данными. Вып. 18 (Редактирование), Спб, 2006
- Любовь, брак, семья в народной фразеологии //Frazeologia a jazykoweorazy swiata. — Opole, 2007
- Псковский областной словарь с историческими данными. Вып. 19. Спб,2007
- Ред.: В. М. Мокиенко, Т. Г. Никитина. Большой словарь русских поговорок. -М., 2008
- Псковский областной словарь с историческими данными. Вып.20 (Редактирование, словарные статьи), Спб, 2008
- Псковский областной словарь с историческими данными. Вып.21 (Редактирование, словарные статьи), Спб, 2009
- Фразеологические словари // Лексикография русского языка (учебник) — СПб, 2009
- Кто такая базарная баба? // Слово, фразеологизм, текст в литературном языке и говорах. Орёл,2010
- Псковский областной словарь с историческими данными. Вып. 22. СПб.: Изд-во СПбГУ, 2011. (редактирование, словарные статьи).
- Псковский областной словарь с историческими данными. Вып. 23. СПб.: Изд-во СПбГУ, 2012. (редактирование, словарные статьи).
- Лексико-фразеологическое поле воровства в русских говорах // Русский язык и литература в поликультурном коммуникативном пространстве. Материалы международной научной конференции. Псков: ПГПУ, 2012.
- Псковский областной словарь с историческими данными. Вып. 24. СПб.: Изд-во СПбГУ, 2013. (редактирование, словарные статьи)
- Фразеологические словари // Лексикография русского языка : учебник для высших учебных заведений Российской Федерации / Учебно-методический комплекс по курсу «Лексикография русского языка». СПб.: С.-Петербургский гос. университет, 2013.
- Псковский областной словарь с историческими данными. Вып. 25. СПб.: Изд-во СПбГУ, 2014 (словарные статьи, редактирование)
- Описание фразеологии в «Псковском областном словаре с историческими данными» // Материалы Международной научной конференции, посвященной 150-летию со дня рождения академика А. А. Шахматова СПб., 2014. С. 123—124.
- Из народной фразеологии // Frazeologia a przekład / Chlebda W. (red. nauk.). Opole, Poland: Wyd. UO, 2014.